# SpaceX第八次星艦軌道試飛任務
第八次星艦軌道試飛任務（IFT-8）是SpaceX的第八次星艦全系統聯合發射測試飛行，於2025年3月6日23:30UTC發射。由第二代星艦S34搭配第一代助推器B15。
此次飛行計畫與第七次飛行測試內容相似，包括回收助推器、部屬模擬酬載以及於太空中點燃發動機。助推器返回必須滿足不同的飛行器和發射台標準，若飛行電腦自檢未通過、發射塔檢查未通過或發射總監未發送手動命令，助推器將默認沿著於墨西哥湾軟濺落的軌跡飛行。星艦將在此次測試前次未能測試的項目，部屬4枚星鏈模擬酬載，模擬酬載將沿著亞軌道飛行並濺落於印度洋。並將於太空中點燃猛禽發動機測試未來離軌點火的能力。以及測試多種隔熱瓦，如主動冷卻金屬隔熱瓦、特殊外型隔熱瓦等，並且安裝了非結構性的星艦回收配件、拆除了側面的隔熱瓦。根據向FCC申請的文件顯示，若測試順利，SpaceX打算於第九次飛行測試回收星艦(飛船)，並可能正式進入軌道(速度大於第一宇宙速度)。

## 發射載具BS1534

#### B15
2024年7月23日，B15的尾部被發現，顯示其液氧儲罐旁附加了額外的儲罐。12月21日，B15被移至Massey測試場進行低溫測試。它於12月27日完成了一次低溫測試，並於12月28日進行了額外的測試。測試完成後，B15返回Mega Bay 1進行引擎和網格空氣舵(Grid Fin)的安裝工作。2月8日，B15被運往發射場並被置於發射台(OLP-A)上。9日，B15成功進行全發動機靜態點火測試。10日，B15被運回Mega Bay 1準備安裝熱分級環以及進行發射前檢修。25日，B15及其熱分級環被運往發射場。26日，B15被置於發射台(OLP-A)上。3月2日，B15和S34完成首次堆疊。

#### S34
2024年9月19日，S34的鼻錐被運至High Bay，準備與酬載艙進行整合。組裝完成後，S34被移至Starfactory，隨後又運至Mega Bay 2。2025年1月15日，S34被運至Massey測試場進行低溫測試。1月17日，S34完成首次低溫測試，接著又進行了第二次低溫測試。測試結束後，S34返回Mega Bay 2進行引擎和後襟翼的安裝。2月10日，S34被運至Massey測試場進行靜態點火。11日，S34完成了長58秒的全發動機靜態點火測試。12日，S34被運回Mega Bay 2進行發射前檢修。27日，FAA頒布此次飛行許可證。3月1日，S34的模擬酬載裝載完成。2日，S34被移至發射場。同日，B15和S34完成首次堆疊。4日，S34被移下發射台。

## 第七次飛行測試對即將進行的發射的影響
2025年1月16日，在星艦第七次飛行測試中，初步數據顯示飛行過程中發生火災，最終導致載具的毀壞。SpaceX懷疑火災是由推進劑系統問題引起的，可能與引擎防火牆上方腔體壓力過大有關。
根據SpaceX於網站公布的調查結果，在熱分離後約2分鐘，液氧燃料箱底部與後部隔熱罩之間(俗稱閣樓)的非加壓空間壓力升高，表明可能發生洩漏，接下來的約2分鐘內接連有5具發動機執行受控關閉，最終與星艦失去聯繫。飛行安全系統(AFSS)在失聯前保持正常運作，並未手動觸發毀滅指令。然而，飛行器在失聯約3分鐘後於下降過程中解體。事後分析顯示，安全系統已自動觸發，並且飛行器的解體符合飛行終止系統(FTS)的預期範圍。事故的最可能原因被確定為飛行時產生的諧波振動強度遠超地面測試結果，導致推進系統內部硬體受損。隨後發生的推進劑洩漏超過了閣樓區域的通風能力，最終引發持續火災。
FAA要求SpaceX對該事故進行調查，並在調查完成前暫停星艦的飛行。馬斯克將該事件描述為"只是道路上的一個小波折"，並表示相關問題將很快解決。他還提到，第八次發射可能會在下個月(2月)進行，具體取決於測試的進展情況。

## 任務進程

#### 2024年

##### 12月
- 21日，B15被移至Massey測試場進行低溫測試[5]。
- 27日，B15進行了首次低溫測試[6]

#### 2025年

##### 1月
- 15日，S34被運至Massey測試場進行低溫測試[19]。
- 17日，S34完成首次低溫測試[20]。
- 19日，S34被運回Mega Bay 2進行後襟翼及發動機安裝[34]。

##### 2月
- 8日，B15被運往發射場並被置於發射台(OLM-A)上[7]。
- 9日，B15成功進行全發動機靜態點火測試[8][9]。
- 10日，B15被運回Mega Bay 1進行發射前檢修[10]
- 10日，S34被運至Massey測試場進行靜態點火[22]。
- 11日，S34完成了長58秒的全發動機靜態點火測試[23][24]。
- 12日，S34被運回Mega Bay 2進行發射前檢修[25]。
- 25日，B15及其熱分級環被運往發射場[11][12]。
- 26日，B15被置於發射台(OLM-A)上[13]。
- 27日，FAA頒布此次飛行許可證[26]。

##### 3月
- 1日，S34的模擬酬載裝載完成[27]。
- 2日，S34被移至發射場[28][29]。
- 2日，B15和S34完成首次堆疊[14][15]。
- 3日，發射時由於系統問題取消[35]，延期至3月5日[36]。
- 4日，S34被移下發射台[30]。
- 5日，發射延期至3月6日[1]。
- 5日，在一次因部件脫落取消重新堆疊後[37][38]，S34再次被重新堆疊於B15上[39]。
- 6日，UTC時間23點30分，星艦BS1534成功離開發射台，發射後6分34秒，B15啟動12具發動機開始進行著陸點火，26秒後，B15成功被發射塔機械臂捕獲；發射後2分40秒，S34啟動發動機進行熱分離，依靠其自身動力上升，發射後8分05秒，其中一具真空發動機異常關機，3秒內，海平面發動機全數關機，S34開始翻滾。發射後9分33秒，S34最後一次傳回數據，後證實於空中解體[40][41]。

## 發射程序
| 預定時間   | 發射程序                                                                            | 實際時間   | 備註 |
| ---------- | ----------------------------------------------------------------------------------- | ---------- | ---- |
| T-01:15:00 | 發射總監進行各部門投票決定是否開始加註推進劑                                        | T-01:06:XX |      |
| T-00:45:59 | 星艦S34液態甲烷開始裝載                                                             | T-00:44:XX |      |
| T-00:42:59 | 星艦S34液態氧開始裝載                                                               | T-00:44:XX |      |
| T-00:41:22 | 助推器B15液態甲烷開始裝載                                                           | T-00:44:XX |      |
| T-00:35:35 | 助推器B15液氧開始裝載                                                               | T-00:44:XX |      |
| T-00:19:40 | 星艦S34及助推器B15猛禽發動機開始預冷                                                | T-00:16:XX |      |
| T-00:03:20 | 星艦S34液態甲烷及液氧加注完成                                                       | T-00:02:XX |      |
| T-00:02:50 | 助推器B15液態甲烷及液氧加注完成                                                     | T-00:02:XX |      |
| T-00:00:30 | 發射總監確認是否進行發射                                                            | T-00:00:30 |      |
| T-00:00:10 | 火焰偏轉器(水冷鋼板)啟動                                                            | T-00:00:03 |      |
| T-00:00:03 | 助推器B15猛禽發動機開始啟動程序                                                     | T-00:00:02 |      |
| T+00:00:00 | 等待所有發動機增加至指定推力                                                        | T:00:00:00 |      |
| T+00:00:02 | 升空                                                                                | T+00:00:02 |      |
| T+00:01:02 | 星艦BS1534達最大動壓點(Max-Q)                                                       | T+00:01:09 |      |
| T+00:02:32 | 助推器B15大部分猛禽發動機關機(MECO-Most Engines Cut Off)                            | T+00:02:33 |      |
| T+00:02:40 | 熱分級Hot-Staging開始，星艦S34上的猛禽發動機啟動，脫離助推器B15                     | T+00:02:40 |      |
| T+00:02:45 | 助推器B15返程點火(Boostback Burn)推進開始                                           | T+00:02:43 |      |
| T+00:03:30 | 助推器B15返程點火推進結束                                                           | T+00:04:06 |      |
| T+00:03:32 | 助推器B15拋棄熱分離環                                                               | T+00:04:15 |      |
| T+00:06:37 | 助推器B15著陸點火開始                                                               | T+00:06:34 |      |
| T+00:06:57 | 機械臂夾住助推器B15並結束著陸點火                                                   | T+00:07:00 |      |
| T+00:08:44 | 星艦S34上的猛禽發動機關機，開始沿跨地球軌道飛行                                     | N/A        |      |
| T+00:17:24 | 星艦S34酬載艙艙門打開                                                               | N/A        |      |
| T+00:17:24 | 星艦S34投放模擬酬載                                                                 | N/A        |      |
| T+00:17:24 | 星艦S34酬載艙艙門關閉                                                               | N/A        |      |
| T+00:37:28 | 星艦S34在軌猛禽發動機開機測試                                                       | N/A        |      |
| T+00:47:22 | 星艦S34再入大氣層                                                                   | N/A        |      |
| T+01:03:05 | 星艦S34減速至跨音速                                                                 | N/A        |      |
| T+01:04:20 | 星艦S34減速至亞音速                                                                 | N/A        |      |
| T+01:06:04 | 星艦S34開始轉身著陸（Landing Flip），為了發動機點火將星艦艦身由水平翻轉為垂直於地面 | N/A        |      |
| T+01:06:06 | 星艦S34著陸點火（Landing Burn）開始                                                 | N/A        |      |
| T+01:06:26 | 星艦S34濺落印度洋                                                                   | N/A        |      |

## 發射資訊
| 發射時間                | 軌道         | 原型序號                                                                             | 現狀        | 發射地點     | 降落地點       | 試飛時間 | 回收結果 | 結果 |
| ----------------------- | ------------ | ------------------------------------------------------------------------------------ | ----------- | ------------ | -------------- | -------- | -------- | ---- |
| 2025年3月6日23:30:30UTC | 跨大氣層軌道 | S34                                                                                  | 解體        | 德州博卡奇卡 | 印度洋墨西哥灣 | 9分33秒  | 不適用   | 失败 |
| 2025年3月6日23:30:30UTC | 跨大氣層軌道 | 一具真空猛禽發動機異常關機後，其餘三具海平面發動機接連關機，最終於墨西哥灣上空解體。 |             |              |                |          |          |      |
| 2025年3月6日23:30:30UTC | 跨大氣層軌道 | B15                                                                                  | 回收於OLM-A | 德州博卡奇卡 | 星際基地機械臂 | 7分00秒  | 成功     | 成功 |
| 2025年3月6日23:30:30UTC | 跨大氣層軌道 | 返回時有2具發動機未能點火，著陸時有1具發動機未能點火，最終成功被機械臂捕獲。         |             |              |                |          |          |      |